# Joseph Akpala
Joseph Akpala, né le 24 août 1986 à Jos au Nigeria, est un footballeur nigérian qui joue au poste d'attaquant. Reconverti en entraîneur, il est actuellement  adjoint au KV Courtrai.

## Biographie

### En équipe nationale
International nigerian depuis août 2005 et premier but avec l'équipe du Nigeria le 30 décembre 2005, lors d'une rencontre amicale au Portugal.
Le 2 juin 2009, il inscrit son premier et unique but en équipe nationale, lors d'un match amical contre l'équipe de France à Geoffroy-Guichard (Saint-Étienne), qui se solde par une victoire du Nigeria (0-1).

### Carrière d'entraîneur

#### Adjoint au KV Courtrai
Le 16 septembre 2022, Joseph Akpala rejoint le staff d'Adnan Custovic en tant qu'entraîneur adjoint à Courtrai.
Le 25 septembre 2023, l'entraîneur principal Edward Still est limogé pour manque de résultats et le nigérian est nommé entraîneur intérimaire des "kerels", le temps pour la direction de trouver un nouveau coach.
Le 28 septembre 2023, la direction de Courtrai annonce avoir trouvé un accord avec Glen De Boeck pour le poste de T1. Toutefois, c'est bien Joseph Akpala qui dirigera le match contre le Cercle de Bruges qui a lieu le 29 septembre puisque le nouveau coach ne prendra officiellement ses fonctions que le 2 octobre 2023.
Matche que le nigerian remporte 2 buts à 1 et qui offre par la même occasion la 1ere victoire de la saison 2022-2023 pour Courtrai.

## Statistiques
| Saison                            | Club                | Pays     | Championnat        | Match | Buts |
| --------------------------------- | ------------------- | -------- | ------------------ | ----- | ---- |
| 04-2003/02-05                     | Bendel United FC    | Nigeria  |                    | ?     | ?    |
| 2005                              | Bendel Insurance FC | Nigeria  | Premier League     | 19    | 13   |
| 2006                              | Sporting Charleroi  | Belgique | Jupiler Pro League | 8     | 2    |
| 2006/07                           | Sporting Charleroi  | Belgique | Jupiler Pro League | 22    | 5    |
| 2007/08                           | Sporting Charleroi  | Belgique | Jupiler Pro League | 31    | 18   |
| 2008/09                           | FC Bruges           | Belgique | Jupiler Pro League | 32    | 15   |
| 2009/10                           | FC Bruges           | Belgique | Jupiler Pro League | 30    | 7    |
| 2010/11                           | FC Bruges           | Belgique | Jupiler Pro League | 28    | 7    |
| 2011/12                           | FC Bruges           | Belgique | Jupiler Pro League | 26    | 12   |
|                                   |                     |          | Total              | 196   | 79   |
| Dernière mise à jour : 21-05-2011 |                     |          |                    |       |      |

## Palmarès

### Distinctions personnelles
- Meilleur buteur du Championnat de Belgique en 2008 avec 18 buts au Royal Charleroi Sporting Club
- Meilleur buteur du Championnat du Nigeria en 2006 avec 13 buts en 19 matches